# 자연장
자연장 (自然葬)은 무덤이 아니고 바다나 산 등에 사체나 유회를 돌려보냄에 따라, 자연의 큰 순환 안에 회귀해 나가려는 장송방법이다.

## 개요
종래의 일본에서 행해지던 묘석을 이용하는 장법과는 달리, 유골을 직접 자연에 돌려주거나 묘비로서 인공물을 이용하지 않는 것을 가리킨다. 광의에 파악하면, 풍장, 조장, 수장, 화장, 매장, 수목장, 화수장 등이다. 자연스럽게 회귀하는 매장하는 방법 전반을 가리킨다고 파악하는 법도 있다.
이전에는, 자연장이라면 유골을 분쇄해 산골하는 것을 가리키는 것이 많았지만, 납골단지를 이용하지 않고 직접 땅 속에 유골을 매장하는(또는 흙에 돌아가는 납골단지를 사용한다) 등의 방식에서도 자연으로 돌아가는 것에는 차이가 없다는 것으로, 이러한 것도 포함해 자연장이라고 부르게 되었다. 근년일본에서는 자연장을 바라는 풍조가 강해지고 있지만, 그것은 자연으로 돌아가고 싶다는 생각이 증가하고 있는 것 외에도, 핵가족화나 소자녀화에 의해 지금까지의 가계를 존중한 무덤의 관리체제를 유지할 수 없어지는 등의 사회적인 원인도 생각할 수 있다.
「자연장」이라는 말은, 시민운동 단체의 「장송의 자유를 진행시키는 회」(본부 도쿄, 야스다 무츠미언 회장)이 1991년 2월, 발족에 임해 기초한 「회결성의 취지」속에서 처음으로 사용되었다. 사회적인 반향이 있어, 1995년에는 「다이지림」 제2판이, 1998년에는 「코우지엔」 제5판이 수록하는 등, 대표적국어사전에도 실리는 일반적인 일본어가 되었다.

## 발상과 경위
자연장의 발생에 대해서는, 장의되는 측의 「자연으로 돌아가고 싶다」라는 생각을 실현하기 위해서 태어난 산골이라는 타입과 환경을 지키기 위해 묘지에 인공물을 반찬 사토야마를 보호하려는 이념으로부터 태어난 타입이 있다. 일본의 수목장에는 전자·후자 어느 쪽의 것도 있지만, 영국의 수목장은 후자의 색조가 강하다.
산골, 풍장, 조장 등 무덤에 들어가지 않는 장송법은 세계의 각지에서 행해지고 있다. 일본에서도 고대부터, 사체나 뼛가루를 바다나 산에 돌려보내는 것이 주류였다. 준나 천황(786년 - 840년)은 죽을 때 자신의 몸을 화장한 후 뼛가루를 산에 뿌려달라고 했으며 신란(1173년 - 1262년)은 죽을 때 자신의 몸을 화장한 후 뼛가루를 물고기에게
주라고 했다.
그러나, 에도시대 중기 이후, 크리스찬 단속 등을 위해 사단제도의 정비가 진행되어 서서히 서민도 무덤을 만들게 되었다. 메이지가 되고 나서도, 자연스럽게 돌려보내는 장법은 다양한 모습으로 존속하고 있었지만, 메이지 정부의 국가적 규제나 사단제도와 알맞은 장례식 불교의 인습과도 함께, 죽으면 무덤에 들어가지 않으면 안 된다는 고정 관념이 태어났다(무덤#근대 이후의 묘에 기술되어 있는 묘의 성립 과정 등에 대해서도 참조할 필요가 있다).
1948년 (쇼와 23년)에 제정된 「묘지, 매장 등에 관한 법률 」로 「매장 또는 소골의 매장은, 묘지 이외의 구역에, 이것을 실시해서는 안 된다」라고 규정되어 또 형법의 「유골유기죄」의 규정도 있고, 전후도 길게 산골은 일반적으로는 위법행위라 받아들여졌다.
1991년 10월, 가나가와현의 사가미나다 바다에서 「장송의 자유를 진행시키는 회」가 실시한 제1회 자연장은, 이러한 사회적인 통념을 찢는 「장송의 자유」원년의 행위가 되었다.
동회는 회결성의 주지로 「유회를 바다·산에 뿌리는 산회는, 그것이 절도있는 방법으로 행해진다면 법률에 저촉될 것은 없습니다」 「우리는 선입감과 습관에 묶여 스스로 장송의 자유를 잃고 있다」라고 주장했다. 제1회의 자연장의 뒤, 법무성은 「장송의 하나로서 절도를 가지고 행해지는 한, 유골유기죄에는 맞지 않는다」, 후생성 (당시)은 「묘매법은 원래 매장을 문제삼고 있고, 유회를 바다나 산에 뿌린다는 장법은 상정하고 있지 않고, 대상외이다. 그러니까 이 법률은 자연장을 금하는 규정은 아니다」라고, 각각 신문의 취재에 대해서, 마치 동회의 생각을 추인하는 견해를 나타낸 것 같은 보도가 이루어졌다(상세한 것에 대하여는 기사 「산골」의 묘지, 매장 등에 관한 일본의 법률과의 관계를 참조).
「장송의 자유를 진행시키는 회」는, 그 후, 전국에 12지부, 회원 1만 2천명의 조직이 되어, 15년 후의 2006년 8월 기준으로, 홋카이도에서 오키나와까지, 바다나 산 등에서 1137회의 자연장을 실시해, 1945명을 자연스럽게 돌려보내고 있다. 다만, 1998년 이후는 매년 100회 전후, 200명 미만의 추이에 머무르고 있는 것부터, 후술의 「사회적인 합의의 고리를 펼쳐」라는 점에서는 의문이 남는다(「생활과 환경」(2007년 3월호)재단법인 일본 환경위생 센터).
운동이 감에 따라 「장송의 자유」라는 생각도 「자연장」도 사회적인 합의의 고리를 펼쳐 일본소비자협회의 장의에 관한 앙케이트 조사(2003년 9월)에서는, 자연장에 대해 「할 수 있으면 자신은 그런다」가 10.1%, 「고인의 희망이라면 그렇게 한다」가 26.9%, 「법률적으로 문제 없으면 그런다」가 7.8%, 「일부의 유회라면」이 11%로, 55.8%가 긍정적인 회답을 해, 「자신은 묘지에 매장하면 좋겠다」의 25.2%를 크게 웃돌고 있는(다만, 여기서 조사의 대상이 된 것은, 「(조사당시) 과거 3년간의 사이에 장의의 경험이 있던 335명」이라고 지극히 한정된 것인 것이나, 자연장에 관한 질문에 대해서도 꽤 「유도적」인 설정~ 「고인이 생전에 희망하고 있어, 가족으로부터의 반대도 없고, 법적으로 문제가 없다면」이라고 하는 설명이 부기된 다음 된 것인 것에 유의를 필요로 한다.
다만 장의업계도 각지에서 임하게 된 것은 사실이며, 다수의 업자가 참가하고 있는 것부터 유추하면, 행해지고 있는 실수는, 누계로 상당한 수가 되어 있다고 보여진다는 의견도 있다.
자연장을 바라는 근저에는, 일본인이 본래 가져온 자연과의 일체감, 사후는 자연의 큰 순환 속에 돌아간다는 생사일여의 사생관이 있다. 그러나, 산골이 현대에 자연장으로서 부활한 배경에는, 다음과 같은 사회상황의 급격한 변화가 있다.
첫번째는 돈뿐만 아니라 빌려 마음이 가득차지 않는 낡은 장송습속, 즉 장례식불교라든지 금피나 장의에의 비판, 두번째는 일본사회의 도시화, 핵가족화, 소자녀화, 고령화에의 급전개 등에서 무덤의 계승을 할 수 없게 된 것, 세번째는 화장율이 99퍼센트를 넘어 위생상의 문제가 없어져, 장송의 방법이 다양화하고 있는 것, 네번째는 환경대책으로서 묘지조성에 수반하는 자연파괴에 비판이 강해지고 있는 것, 등을 들 수 있다.
「장송의 자유를 진행시키는 회」는, 자연장에 대해 다음과 같이 말한다.
「자연장은, 고인의 유지와 그것을 존중하는 유족의 의사에 의해서, 즉 자기결정에 의해서 바다, 산 등의 자연의 큰 순환안에 사체, 유회를 돌려보내는 장법이다. 망요의 옛부터의 전통적장법을 현대에 부활시키는 것과 동시에, 묘지조성에 의한 환경파괴를 막는 장법이다」
그러나, 이 언설은, 회의 명칭으로 「장송의 자유」를 구가하면서, 기존의 관습인 무덤을 요구하는 것을 「묘지조성에 의한 환경파괴」로서 배척하고 있는 모순이 남는다. 사실, 장송의 자유를 진행시키는 회는, 그 설립취의서 속에서 「묘를 짓는 자유를 방해하는 것이 아닙니다」라고 하고 있었다. 구공식 사이트에서는, 이 「설립취의서」는 남아 있었지만, 현재의 그들의 활동이나 취지와는 차질이 생긴다고 생각할 수 있었기 때문인지 2008년 4월에 리뉴얼된공식 사이트에서는, 이 「설립취의서」는 지워져 버렸다. 한층 더 더한다면, 「바다, 산 등의 자연의 큰 순환안에 사체, 유회를 돌려보내는 장법」 「망요의 옛부터의 전통적 장법을 현대에 부활시킨다」 것이면, 왜, 매장을 실시하지 않는 것인지, 실시하려고 하지 않는 것인지라는 의문을 기억하게 한다.

## 그 외
- 1985년에 사망한 히데후미 학자인 나카노 요시오는 생전, 「할 수 있으면 무덤을 만들지 않고, 어디엔가 휙 뿌리고, 그래서 모두 마지막으로 해 줬으면」이라고 주위에 말했지만, 그 때는, 주위의 반대로 소원은 여물지 않았다.
- 1987년에 배우 이시하라 유지로가 죽었을 때, 작가인 형 이시하라 신타로는 「유지로를 좋아하는 바다에 돌려주고 싶다」라고 했다. 그 때는, 주위의 반대로 소원은 여물지 않았다.
- 1990년, 에드윈 라이샤워의 유회가, 유언에 따라서 태평양에 뿌려졌던 것이 화제가 되었다. 세계적으로는, 인도의 네루 수상, 중국의 주은래 수상, 프랑스의 배우 장 가뱅 들의 저명인의 유회도 바다나 임야에 뿌려져 외국에서는 유회를 자연스럽게 돌려보내는 것은 자유롭게 행해졌다(기사 「산골」의 산골을 둘러싼 문제를 참조. 모든 나라에서 인정되고 있는 것이 아니고, 각각의 나라와 지역에서의 실정을 개별적으로 확인하는 것이 구할 수 있다).

## 같이 보기
- 빙장

## 참고 문헌
- 법장관편 「불교·별책 No. 7 자연장」법장관, 1994년, ISBN 978-4831802576
- 후지이 마사오 「죽음과 뼈의 습속」후타바사〈뚜껑 장미 있어 후신서〉, 2000년, ISBN 978-4575152852